# Hermann Kriege (Politiker)

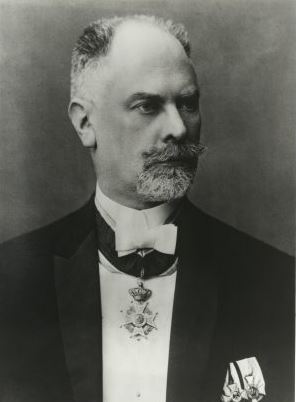
Hermann Kriege

Hermann Heinrich Wilhelm Kriege  (* 5. Juni 1853 in Lienen; † 15. Juni 1936 in Dortmund) war ein Verwaltungsbeamter, Parlamentarier und Landrat der Grafschaft Bentheim (1886–1920).

## Leben
Kriege machte am Ratsgymnasium in Osnabrück sein Abitur und studierte anschließend Jura an den Universitäten Bonn, Leipzig, Heidelberg, Greifswald und Berlin. Ab 1879 war er Regierungsreferendar in Münster und dann als Regierungsassessor in Hannover tätig, bevor er am 4. November 1886 zum Landrat Kreises Grafschaft Bentheim berufen wurde. Damit war er der erste Landrat des Landkreises, der mit Inkrafttreten der Kreisordnung der preußischen Provinz Hannover am 1. April 1885 gegründet worden war. Kriege wirkte mehr als drei Jahrzehnte als Landrat in der Grafschaft Bentheim. Er war 1917 treibende Kraft der Gründung eines Grafschafter kreisverbandes der chauvinistischen "Deutschen Vaterlandspartei", die sich gegen jede Friedensbestrebungen jenseits eines Siegfriedens wandte, und bekleidete in der ersten Zeit das Amt des Kreisvorsitzenden. Nach dem Ersten Weltkrieg geriet der „stockkonservative“ Kriege unter erheblichen politischen Druck, insbesondere die sozialdemokratische Arbeiterschaft forderte seine Absetzung. Am 14. Mai 1920 wurde Kriege als „Geheimer Oberregierungsrat“ in den Ruhestand versetzt.
Kriege erkannte schnell das Potenzial einer Bahnlinie in der landwirtschaftlich geprägten Region und legte so den Grundstein für die Bentheimer Eisenbahn. Dem Landrat war bewusst, dass diese Bahnlinie nur zukunftsträchtig ist, wenn auch die gesamte Region davon profitiert, also setzte Kriege sich für eine Längsbahn ein. Kriege war von 1898 bis 1919 Mitglied des Hannoverschen Provinziallandtags und von 1904 bis 1918 für die Freikonservative Partei Abgeordneter im Preußischen Abgeordnetenhaus. Nach 1918 war er Mitglied der DNVP.